# (I've Had) The Time of My Life
«(I've Had) The Time of My Life» es una canción compuesta por Franke Previte, John DeNicola y Donald Markowitz. Fue grabada por Bill Medley y Jennifer Warnes después de haber sido seleccionada para ser la canción final de la película de 1987 Dirty Dancing por el coreógrafo Kenny Ortega y su asistente Miranda Garrido.

## Recepción de la crítica
En los Estados Unidos, debido a la popularidad de "Dirty Dancing", el sencillo encabezó la lista Billboard Hot 100 en noviembre de 1987, durante una semana, y también alcanzó el número uno en el Adult contemporary durante cuatro semanas. En el Reino Unido, la canción tuvo dos lanzamientos: en noviembre de 1987, después del estreno de la película, y la canción alcanzó el puesto # 6, en enero de 1991, cuando la película fue exhibida en la televisión convencional, la canción alcanzó el puesto # 8.
Esta canción aparece en la película Los Muppets (película 2011) .

### Premios
- Premio Óscar a la mejor canción original, 1987.
- Premio Grammy por Mejor Interpretación Pop por un Dúo o Grupo con Vocales, 1988.
- Premio Globo de Oro para Mejor Canción Original, 1988.

## Video musical
Se produjo un video musical para esta canción en octubre de 1987 y se filmó en junio de 1987. El video muestra a varias parejas bailando como en la película, y también incluye clips de la misma.

## Versiones
- La canción fue interpretada en 2004 por Carmen & Piero y sus características en la versión de Mundart y Duets.
- La canción fue versionada en 2006 por la modelo británica Katie Price y su entonces marido, el cantante de pop Peter Andre. El tema está incluido en su álbum A Whole New World.
- En 2008, Barry Manilow realizó una versión de la canción en su álbum de versiones, The Greatest Songs of the Eighties (Las grandes canciones de los ochenta).
- En 2010, la banda estadounidense "The Black Eyed Peas", utilizó en su tema The Time (Dirty Bit) solo el coro de la canción.
- La canción apareció en la exitosa serie de Fox, Glee, en el episodio de la segunda temporada «Special Education». Fue cantada por Quinn (Dianna Agron) y Sam (Chord Overstreet). También apareció en la banda sonora de Glee: The Music, Volume 4.
- La canción también puede escucharse en la película Crazy,Stupid,Love del año 2011

## Lista de canciones
Disco de vinilo
1. «(I've Had) The Time Of My Life» (4:47)
2. «Love Is Strange» by Mickey & Sylvia (2:52)

12" maxisencillo y CD sencillo
1. «(I've Had) The Time of My Life» (6:46)
2. «In the Still of the Night» by The Five Satins (2:59)
3. «Love Is Strange» by Mickey & Sylvia (2:53)
4. «Overload» by Zappacosta (3:39)

Casete
1. «(I've Had) The Time of My Life» (4:47)
2. «In the Still of the Night» by The Five Satins (2:59)
3. «Love Is Strange» by Mickey & Sylvia (2:53)
4. «Overload» by Zappacosta (3:39)

## Posicionamiento en listas y certificaciones
| Lista (1987–88)                     | Mejor posición |
| ----------------------------------- | -------------- |
| Alemania (Media Control AG)         | 5              |
| Australia (Kent Music Report)       | 1              |
| Austria (Ö3 Austria Top 40)         | 3              |
| Bélgica (Flandes) (Ultratop 50)     | 1              |
| Canadá (RPM)                        | 1              |
| España (AFYVE)                      | 5              |
| Estados Unidos (Billboard Hot 100)  | 1              |
| Estados Unidos (Adult Contemporary) | 1              |
| Francia (SNEP)                      | 5              |
| Irlanda (IRMA)                      | 5              |
| Nueva Zelanda (Recorded Music NZ)   | 3              |
| Países Bajos (Dutch Top 40)         | 1              |
| Reino Unido (UK Singles Chart)      | 6              |
| Suecia (Sverigetopplistan)          | 12             |
| Suiza (Schweizer Hitparade)         | 5              |

| País           | Organismo certificador | Certificación | Ref.   |
| -------------- | ---------------------- | ------------- | ------ |
| Australia      | ARIA                   | Oro           | [ 14 ] |
| Canadá         | CRIA                   | Oro           | [ 15 ] |
| Estados Unidos | RIAA                   | Oro           | [ 16 ] |
| Países Bajos   | NVPI                   | Platino       | [ 17 ] |

## Sucesión en listas
| Anterior: «Mony Mony» de Billy Idol                   | Billboard Hot 100 — Sencillo Nro 1 28 de noviembre de 1987 — 5 de diciembre de 1987 | Siguiente: «Heaven Is a Place on Earth» de Belinda Carlisle |
| Anterior: «I Think We're Alone Now» de Tiffany        | RPM Top Singles — Sencillo Nro 1 12 de diciembre de 1987 — 19 de diciembre de 1987  | Siguiente: «Faith» de George Michael                        |
| Anterior: «Got My Mind Set on You» de George Harrison | Kent Music Report — Sencillo Nro 1 1 de febrero de 1988 — 13 de marzo de 1988       | Siguiente: «I Should Be So Lucky» de Kylie Minogue          |